# 羅濟夫卡 (薩拉塔區)
46°2′45″N 29°53′51″E / 46.04583°N 29.89750°E
羅濟夫卡（烏克蘭語：Розівка）是位於烏克蘭西南部的村莊，由敖德萨州裡比爾霍羅德-德涅斯特羅夫斯基區的庫萊夫恰市鎮負責管轄。該村始建於1828年，面積2.37平方公里，海拔高度31米，2010年人口1,010，人口密度每平方公里526人。